# Kroppa församling
Kroppa församling var en församling i Karlstads stift i Svenska kyrkan i Filipstads kommun i Värmlands län. Församlingen uppgick 2010 i Filipstads församling.

## Administrativ historik
Församlingen bildades 1624 genom en utbrytning ur Färnebo församling. 1643 utbröts Lungsunds församling. 1960 utbröts Storfors församling. Mellan 1944 och 1960 var församlingen uppdelad i två kyrkobokföringsdistrikt: Kroppa kbfd (170500) och Storfors kbfd (176000).
Församlingen utgjorde till 1643 ett eget pastorat för att därefter till 1937 vara moderförsamling i pastoratet Kroppa och Lungsund. Från 1937 till 1960 utgjorde församlingen ett eget pastorat för att därefter till 1962 vara moderförsamling i pastoratet Kroppa och Storfors. Från 1962 till 2002 utgjorde församlingen ett eget pastorat för att därefter från 2002 till 2010 ingå i Filipstads pastorat. Församlingen uppgick 2010 i Filipstads församling.

## Organister
| Period    | Namn                    | Levnadstid | Övrigt   |
| --------- | ----------------------- | ---------- | -------- |
| 1858-1859 | Karl Teodor Bergenström | 1830-1893  | Organist |
| 1859-1863 | Lars Johan Hägg         | 1838-1916  | Organist |
| 1863-1881 | Anders Petter Ellström  | 1820-1897  | Organist |

## Kyrkor
- Kroppa kyrka